# Chionaema flavicincta
Chionaema flavicincta är en fjärilsart som beskrevs av George Francis Hampson 1903. Chionaema flavicincta ingår i släktet Chionaema och familjen björnspinnare. Inga underarter finns listade i Catalogue of Life.